# Maciej (Nigussie)
Maciej (imię świeckie Teklemariam Nigussie, ur. 1927 w Wollo) – duchowny Etiopskiego Kościoła Ortodoksyjnego, od 1996 arcybiskup Kanady. 

## Życiorys
Sakrę biskupią otrzymał 21 stycznia 1979. W 1983 został mianowany arcybiskupem Wollo, a w 1985 objął rządy w archieparchii Ilubabor. W latach 1991–1993 był arcybiskupem Kaffa. W 1996 został mianowany arcybiskupem Kanady.